# Вюллерслєбен (район)
Вюллерслєбен (нім. Wüllersleben) є районом спільноти Bösleben-Wüllersleben в районі Ільма (Ilm) (Тюрингія) з приблизно 280 жителями.

## Історія
На початку 9-го століття Вюллерслєбен згадувався у списку маєтків Клостер Херсфельд. Село вже існувало під час Реформації.
Залишки валів і рів свідчать про колишній замок посеред села. Він, ймовірно, був садибою і служив для захисту навколишньої місцевості в середні століття.

## Економіка і транспорт
Вюллерслєбен, як і села в цьому районі, сільськогосподарські. Домінуючим є вирощування пшениці і кукурудзи, а також молочна худоба. Дороги з'єднують з Вюллерслєбен з Ерфуртом (20 км) і Бьослєбен (Bösleben) (2 км) на півночі, Арнштадтом (Arnstadt) (9 км) і Марлісгаузен (Marlishausen) (4 км) на заході, Штадтільм (Stadtilm) (5 км) на півдні і Рудольштадтом (26 км) та Віцлебеном (3 км) на сході.

## Персоналії
- Гюнтер фон Вюллерслєбен (1249-1252), Великий магістр Тевтонського ордену.